# لاري غريفين
لاري غريفين (بالإنجليزية: Larry Griffin)‏ هو لاعب كرة قدم أمريكية أمريكي، ولد في 16 يناير 1963 في تشيسابيك في الولايات المتحدة.

## وصلات خارجية
- لاري غريفين على موقع مرجع كرة القدم المحترفة.كوم (الإنجليزية)